# リアルロボットバトル日本一決定戦
『ロボット日本一決定戦! リアルロボットバトル』は、日本テレビ系列で2013年から放送されている特別番組（視聴者参加型番組）。
2013年に日本テレビ開局60年特別番組として放送され、好評だったことから翌年も放送されることになった。

## 概要
高さ2m、重さ330kg未満の巨大人型ロボットがトーナメント戦で競う。
バトルフィールドは8m×8mの四角いリングで、3分1ラウンドの2ラウンド制で行う。
ロボットは標的となる10個のコアを装着し、制限時間内により多くの相手のコアを破壊したチームの勝利となる。時間内に10個全て破壊した場合はその時点で終了となる。

## 出場ロボット

### 第1回
Aブロック第一試合 HJM-47 7○ - 6● 柊
- HJM-47

はじめ研究所チーム製作。
- 柊（ひいらぎ）

THKロボットサークルチーム製作。最年少応募者とコラボ。
Bブロック第一試合 キングカイザーZ 2○ - 0●リタイア 鉄人10号
- キングカイザーZ

マルファミリーチーム製作。唯一の家族参戦。
- 鉄人10号

愛知工業大学・鉄人プロジェクトチーム製作。
Aブロック第二試合 狐火 1○ - 0●TKO  マルミネーター
- 狐火（きつねび）

東京工業大学・ロボット技術研究会チーム製作。
- マルミネーターUNCHI48(センター)

世界まる見え!テレビ特捜部チーム参加。Robotma.com、浜野製作所製作。所&たけしがアイデア出し。
Bブロック第二試合 ReASS 0● - 4○ GANTON-52
- ReASS（リアス）

沼津工業高等専門学校・青木研究室チーム製作。
- GANTON-52

日本大学理工学部精密機械工学科チーム製作。
Aブロック準決勝 狐火 5●TKO - 4○ HJM-47
Bブロック準決勝 キングカイザーZ 5○ - 0●TKO GANTON-52
決勝戦 キングカイザーZ 8 - 8 HJM-47
決勝戦延長戦 キングカイザーZ 0● - 1○ HJM-47

### 第2回
1回戦第1試合 グレートキングカイザーZ 9○ - 1● オプティマスプライム
- グレートキングカイザーZ

マルファミリーチーム製作。
- 総司令官オプティマスプライム（コンボイ（初代））

千葉工業大学・トランスフォーマーチーム製作。タカラトミーとコラボ。また、玄田哲章による声が行われている。
1回戦第2試合 風神 10○ - 2● GANTON-53
- 風神

風神プロジェクトチーム製作。
- GANTON-53

日本大学理工学部精密機械工学科チーム製作。
1回戦第3試合 ふなっしーロボ 5● - 7○ MMSE Battoid
- ふなっしーロボ

ふなっしー&岡田リベンジャーズチーム製作。
- MMSE Battoid Ver.0

人機一体・金岡博士チーム製作。
準決勝 グレートキングカイザーZ 8○ - 2● MMSE Battoid
決勝戦 グレートキングカイザーZ 5○ - 4● 風神

## 出演者
第1回（2013年）
MC
- ビートたけし
- 所ジョージ

サポートパーソナリティー
- ももいろクローバーZ
  - 百田夏菜子
  - 玉井詩織
  - 佐々木彩夏
  - 有安杏果
  - 高城れに

実況
- 辻よしなり

レフェリー
- 角田信朗

第2回（2014年）
MC
- 加藤浩次
- 安藤美姫

サポートパーソナリティー
- ももいろクローバーZ
  - 百田夏菜子
  - 玉井詩織
  - 佐々木彩夏
  - 有安杏果
  - 高城れに

実況
- 河村亮（日本テレビアナウンサー）

レフェリー
- 大成敦

## 放送日時
| 回数  | 放送日時                    | 参戦ロボット数 |
| ----- | --------------------------- | -------------- |
| 第1回 | 2013年12月13日19:00 - 20:50 | 8体            |
| 第2回 | 2014年12月2日19:00 - 20:54  | 6体            |

## スタッフ
- ナレーション：立木文彦（第1回）、赤平大、三石琴乃（第2回）、太田真一郎、豊田順子（日本テレビアナウンサー）
- 構成：吉橋広宣、今井とおる、西村隆志
- リサーチ：フォーミュレーション
- 協力：株式会社リバネス

〈ロボットバトル技術〉
- TD：飯島章夫
- CAM：望月達史
- SW：蔦佳樹
- MIX：三石敏生
- VE：久野崇文
- 撮影協力：EAT、イエローフラッグ、ジャパンテレビ、バンセイ、パイロテック

〈スタジオ技術〉
- TD：江村多加司
- CAM：荻野高康
- SW：松嶋賢一
- MIX：池田正義
- VE：矢田部昭
- TK：長坂真由美
- 音効：岡田淳一
- EED：中西雅照、杉本啓二（読売映像）
- MA：本橋純一（オールビジョン）
- モーショングラフィックス：イシバシミツユキ、諏訪部正英、榎本拓也

〈美術〉
- プロデューサー：高野泰人、高津光一郎
- デザイン：北村春美
- 電飾：糸数青祥
- 照明：千葉雄
- 特効：栗原寛享
- 大道具：鎌田直毅
- 衣装：有馬裕太
- 小道具：米山幸市
- 持道具：上田薫
- メイク：家崎裕子
- 技術協力：NiTRO
- 美術協力：日テレアート
- 編成：小島友行、小林将高
- 営業：瀬戸口正克
- 広報：明比雪
- デスク：宮沢薫
- AD：石島慎也、飛田一充、加藤真裕子、松本信子、朴宇誠
- 進行：改發みなみ
- AP：山本玲子、反り目尚美
- ディレクター：鈴木潤一郎、髙橋慎耶、山越由貴、清水克洋
- 演出：小俣猛、藤田幸伸
- プロデューサー：秋山健一郎、天笠ひろ美、筒井梨絵、宇佐美友教
- 総合演出：財津功
- チーフプロデューサー：鈴江秀樹
- 制作協力：AXON、THE WORKS
- 製作著作：日本テレビ